# Rhopalovalva amabilis
Rhopalovalva amabilis är en fjärilsart som beskrevs av Toshio Oku 1974. Rhopalovalva amabilis ingår i släktet Rhopalovalva och familjen vecklare. Inga underarter finns listade i Catalogue of Life.